# Strallegg
Strallegg osztrák község Stájerország Weizi járásában. 2018 januárjában 1925 lakosa volt. 

## Elhelyezkedése

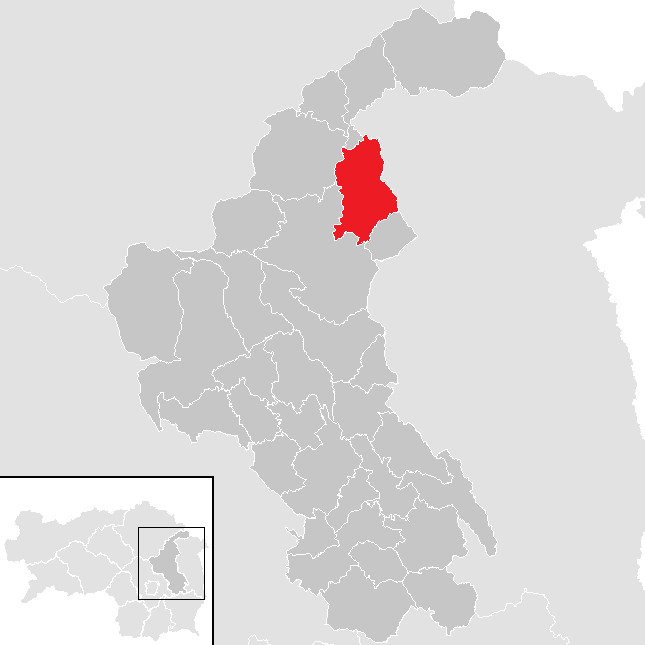
Strallegg a Weizi járásban

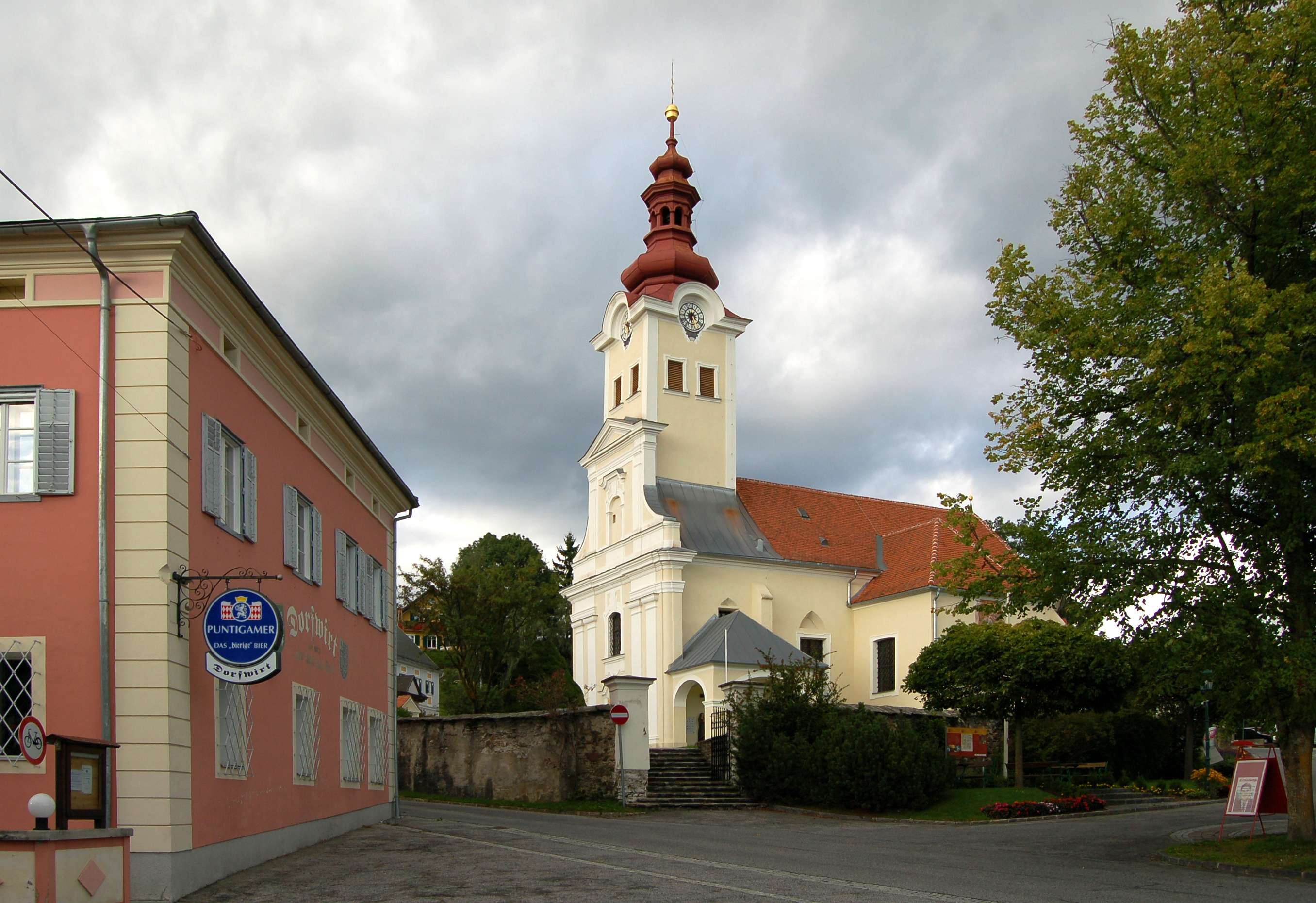
A Keresztelő Szt. János-plébániatemplom

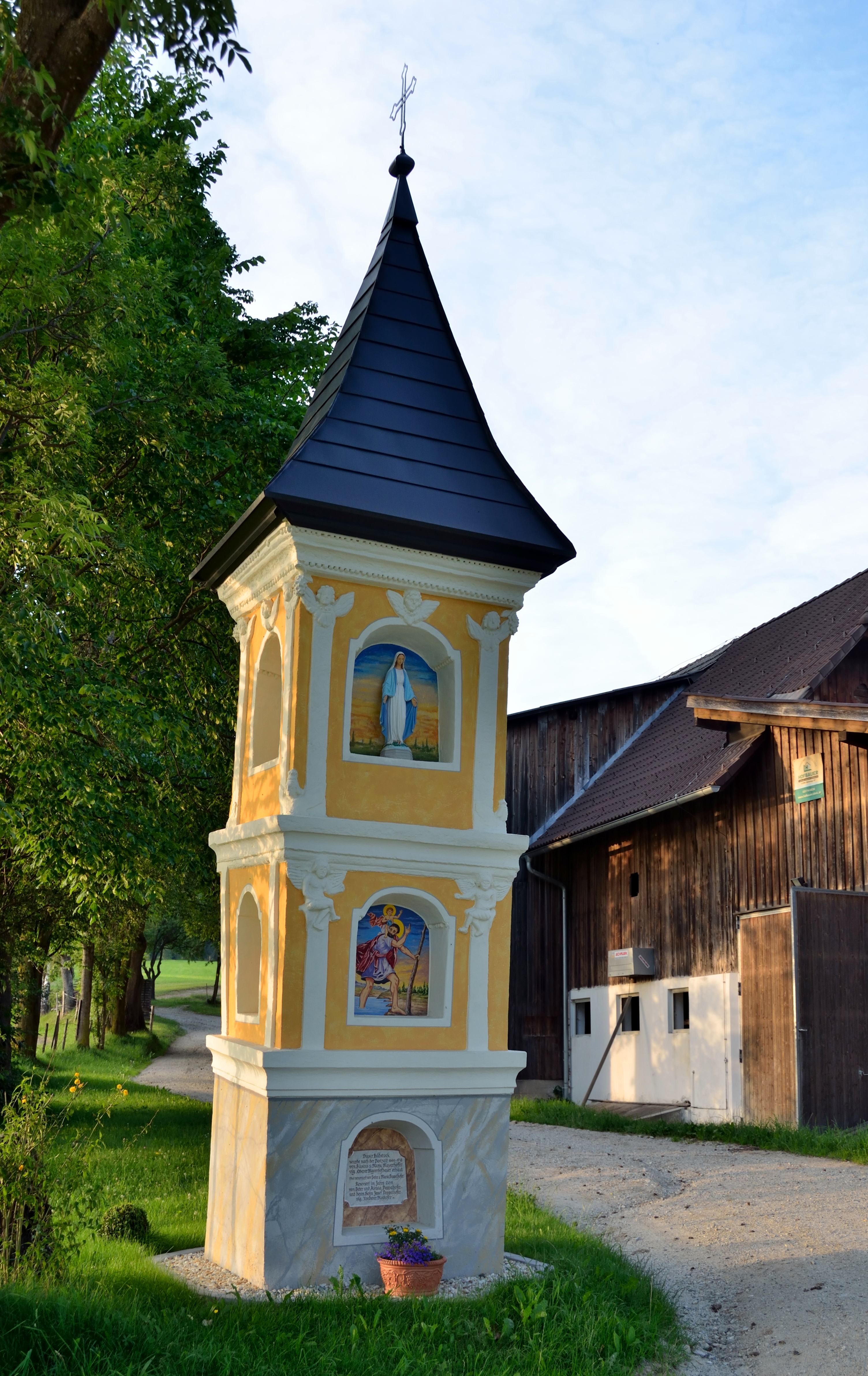
Útmenti szentkép Außereggben

Strallegg a Joglland hegyvidékén fekszik. Az önkormányzat 4 települést egyesít: Außeregg (256 lakos 2018-ban), Feistritz (435), Pacher (323) és Strallegg (911).
A környező önkormányzatok: délkeletre Miesenbach bei Birkfeld, délre Birkfeld, északnyugatra Fischbach, északra Sankt Kathrein am Hauenstein és Ratten, keletre Wenigzell.

## Története
Strallegget először 1295-ben említik írásban. A középkorban a falu birtokosai a Stubenbergek voltak, majd tőlük a pöllaui apátsághoz került. A feudális birtokrendszert 1848-ban számolták fel, ezután a községi önkormányzat 1850-ben alakult meg. Miután Ausztria 1938-ban csatlakozott a Német Birodalomhoz, Strallegg a Stájerországi reichsgau része lett. A második világháború után a brit megszállási zónához került. 

## Lakosság
A stralleggi önkormányzat területén 2018 januárjában 1925 fő élt. A lakosságszám 1991 óta (akkor 2063 fő) csökkenő tendenciát mutat. 2015-ben a helybeliek 96,9%-a volt osztrák állampolgár; a külföldiek közül 0,1% a régi (2004 előtti), 1,8% az új EU-tagállamokból érkezett. 4,5% az új EU-tagállamokból érkezett. 0,2% a volt Jugoszlávia (Szlovénia és Horvátország nélkül) vagy Törökország, 1% egyéb országok polgára. 2001-ben a lakosok 99,2%-a római katolikusnak vallotta magát.  

## Látnivalók
- a Keresztelő Szt. János-plébániatemplom
- a 18. századi plébánia
- 18. századi útmenti szentképek

## Fordítás
- Ez a szócikk részben vagy egészben  a   Strallegg című német Wikipédia-szócikk ezen változatának fordításán alapul.  Az eredeti cikk szerkesztőit annak laptörténete sorolja fel. Ez a jelzés csupán a megfogalmazás eredetét és a szerzői jogokat jelzi, nem szolgál a cikkben szereplő információk forrásmegjelöléseként.